# سميع (اسم)
سميع هو اسم علم مذكر من أصل عربي، ومعناه هو صيغة مبالغة من «سامع» والمعنى الحاد السمع الشديد الإصغاء، وإن عرف كان من صفات الله الحسنى وعبد السميع هو عبد الله.

## شخصيات تحمل الاسم
- سميع أسلم (لاعب كركيت باكستاني، 12 ديسمبر 1995 – )
- سميع الحق (سياسي وعالم مسلم باكستاني، 18 ديسمبر 1937 – 2 نوفمبر 2018)
- سميع بلومكفيست (لاعب هوكي جليد فنلندي، 12 يونيو 1990 – )
- سميع جو سمول (لاعبة هوكي جليد كندية، 25 مارس 1976 – )
- سميع حسن أل نـاش (2 مايو 1957 – )
- سميع داميان (ناقد أدبي روماني، 18 يوليو 1930[3] – 1 أغسطس 2012)
- سميع ديفيد ديفيد (سياسي مكسيكي، 5 أبريل 1950 – )
- سميع ليفي (مغني تركي، 13 أبريل 1981 – )
- سميع ناير (سياسي فرنسي، 23 أغسطس 1946 – )
- سميع هيدبيرغ (ممثل فنلندي، 13 مارس 1981 – )

## وصلات خارجية
- موسوعة السلطان قابوس لأسماء العرب نسخة محفوظة 5 أبريل 2019 على موقع واي باك مشين.